# Tiền Mục
Tiền Mục (錢穆, bính âm: Qian Mu; Wade-Giles: Ch'ien Mu, 30 tháng 7 năm 1895— 30 tháng 8 năm 1990), tên tự là Tân Tứ (賓四), là một sử gia, nhà giáo, triết gia và nhà nho người Trung Hoa. Ông chuyên nghiên cứu về Nho học và lịch sử, văn hóa Trung Quốc cổ. Ông sáng lập Đại học Tân Á và là tiến sĩ danh dự của Đại học Hồng Kông và Đại học Yale.

## Tác phẩm tiêu biểu
1. Quốc sử đại cương (國史大綱);
2. Lưỡng Hán kinh học kim cổ văn bình luận (兩漢經學今古文評議)
3. Chu Tử tân học án (朱子新學案)
4. Trung Hoa cận tam bách niên học thuật sử (中國近三百年學術史)
5. Tần Hán sử (Qin Han shi 秦漢史)
6. Tống Minh lý học (Song Ming Lixue 宋明理學)
7. Tòng Trung Quốc lịch sử lai khán Trung Quốc dân tộc tính cập Trung Quốc văn hóa (從中國歷史來看中國民族性及中國文化)

## Tưởng niệm
- Thư viện Tiền Mục thuộc Học viện Tân Á